# Baselice
Baselice – miejscowość i gmina we Włoszech, w regionie Kampania, w prowincji Benewent.
Według danych na 1 stycznia 2022 roku gminę zamieszkiwało 2095 osób (990 mężczyzn i 1105 kobiet).